# Долгоруков, Василий Лукич
Князь Васи́лий Луки́ч Долгору́ков (ок. 1670 — 8 (19) ноября 1739, Новгород) — русский дипломат (посол, посланник, полномочный министр в Польше, Дании, Франции, Швеции), член Верховного тайного совета (1727—1730); Рюрикович в XXV колене, из рода Долгоруковых. За участие в «заговоре верховников» сослан в Соловецкий монастырь (1730), а в дальнейшем обезглавлен (1739).
Сын воеводы Луки Фёдоровича Долгорукова. Имел брата, князя Александра Лукича и двух сестёр, княжон: Анну — жена ближнего стольника Ивана Тихоновича Стрешнева и Елену.

## Биография
Отправился дворянином посольства своего дяди Якова Фёдоровича Долгорукого в Париж (1687) и когда последний проследовал в Испанию остался во Франции для усовершенствования своего образования. Из недорослей пожалован в стольники (17 марта 1691). Стольник, дневал и ночевал при гробе царя Ивана V Алексеевича (30 января 1696). На службе в Севске, товарищ у своего отца (1698—1700). Сопровождал родного дядю, полномочного посла в Польшу, князя Григория Фёдоровича Долгорукова (1700), оставался при нём в качестве дворянина посольства (до 1706). Самостоятельно заменил дядю на посту посла в Варшаве (март 1706).
Назначен послом в Данию (сентябрь 1707—1720), за успешное ведение дел в Польше пожалован в комнатные стольники и званием Белозёрского наместника. После Полтавского сражения, несмотря на противодействие Англии и Голландии, Долгоруков восстановил союз России с Данией (1709). В бытность Чрезвычайного посла в Дании получил орден Датского слона (1713), чин тайного советника (1715). Оставил Копенгаген 7 декабря 1720 года и отправился в Париж для переговоров с Версальским двором, посланник в Париже (1721—1722). Присутствовал в Реймсе при коронации короля Людовика XV (14 октября 1721). Имел прощальную аудиенцию (18 октября 1722).
По возвращении из Франции приехал к Государю в село Преображенское (27 января 1723), Пётр I ему и Головкину устроил торжественный въезд в Москву и возвёл в звание сенатора. Отправлен полномочным министром в Варшаву (1724), с поручением «защищать интересы православных» и добиваться признания за Петром императорского титула (в чём не достиг успеха), смерть Петра I вынудила его вернуться в Москву. Пожалован в действительные тайные советники (21 мая 1725) и вновь отправлен послом в Варшаву, однако и на этот раз вынужден вернуться из-за смерти Екатерины I.
Отправлен послом в Швецию (1726), для противодействия там влиянию Англии и присоединению Швеции к Ганноверскому союзу, но эта миссия не имела успеха. Получил (февраль 1727) от короля Фредерика I квитанцию о полной оплате выкупа в размере 2 млн ефимков, которые Россия предложила выплатить Швеции по Ништадтскому миру.
В царствование Петра II князь Василий Лукич вернулся в Россию (1727), где вошёл в состав Верховного тайного совета (03 февраля 1728) и стал руководителем всех честолюбивых планов фамилии Долгоруких. Тот час по кончине Петра II (19 января 1730) он явился самым энергичным участником составления подложного духовного завещания, которое писал собственноручно. В подложном завещании, якобы от имени Петра II, император передаёт престол своей обручённой невесте княжне Екатерине Алексеевне Долгоруковой, двоюродной племяннице князя Василия Лукича, но из-за плохого почерка передал переписать князю Сергею Григорьевичу Долгорукому. Когда этот замысел потерпел неудачу, на заседании Верховного тайного совета поддержал предложение князя Д. М. Голицына об избрании в императрицы курляндской герцогини Анны Иоанновны, участвовал в составлении «ограничительных пунктов Самодержавной власти» (19 января 1730). С этим документом по указу Тайного совета (28 января 1730), лично отправился в Митаву, где уговорил Анну Иоанновну подписать эти «пункты». Сопровождал императрицу в Санкт-Петербург, однако после приезда императрицы, при представлении чинов императрице, Долгорукому в числе прочих «верховников» пришлось присутствовать при публичном уничтожении этого акта, а сам подвергнут опале.
9 (20) апреля 1730 года князь Василий Лукич назначается Сибирским губернатором.
В соответствии с императорским манифестом (от 14 апреля 1730), по дороге (28 апреля 1730), его нагнал офицер и предъявил указ императрицы о лишении его чинов, орденов и ссылке в его дальнюю деревню, где находиться под караулом. По новому указу (23 июня 1730) заточён в Соловецкий монастырь и все его имения конфискованы. После признания князя Ивана Алексеевича Долгорукова относительно подложной духовной Петра II, он был привезён в Новгород, подвергнут допросам и пытке, и 8 (19) ноября 1739 — обезглавлен. Погребён на Рождественском кладбище близ Новгорода.
Был женат на Марии Юрьевне Трубецкой, дочери Юрия Петровича Трубецкого. По родословной росписи показан бездетным.

## Отзывы современников
В своих записках испанский посол герцог Лирийский сообщает о нём:

Он очень хорошо говорил на многих языках и с ним приятно было провести время в разговорах, но вместе с сим он очень любил взятки, не имел ни чести, ни совести и способен был на всё по корыстолюбию.

## Киновоплощения
- Александр Белявский — сериал «Тайны дворцовых переворотов». Фильмы 5—6, 2003 год.
- Владимир Коренев — сериал «Тайны дворцовых переворотов. Фильм 7. Виват Анна Иоанновна», 2008 год.
- Александр Филатов — сериал «Елизавета», 2022 год.